# Architomapoderus
Architomapoderus es un género de coleópteros curculionoideos de la familia Attelabidae. Habita en India. Legalov describió el género en 2007. Esta es la lista de especies que lo componen:
- Architomapoderus dermipennis Haq, Pajni & Gandhi, 1988
- Architomapoderus dohertyi Voss, 1935
- Architomapoderus nilgiriensis Voss, 1935
- Architomapoderus vittatus Voss, 1935